# 亨利·诺利斯·罗素
亨利·诺利斯·罗素（英語：Henry Norris Russell，1877年10月25日—1957年2月18日）是一名美国天文学家。1913年他发表了关于恒星的亮度、颜色和光谱之间的统计关系，这个结果与丹麦天文学家埃希纳·赫茨普龙的研究结果一样，后来把恒星光谱光度图称为赫罗图。
他从35岁开始担任美国普林斯顿大学天文台台长。1934年至1937年担任美国天文学会会长。

## 荣誉
美國天文學會的天文終身成就獎以他的名字命名，他本人也是該獎首位得主。小行星1762、火星上的羅素撞擊坑、月球上的羅素環形山以他的名字命名。

## 外部連結

### 傳記
- DeVorkin, David H. . Princeton University Press. 2000: 528 pages. ISBN 0-691-04918-1.

### 訃聞
- MNRAS 118 (1958) 311 （页面存档备份，存于）
- Obs 77 (1957) 67 （页面存档备份，存于）
- PASP 69 (1957) 223 （页面存档备份，存于）